# Eduardo Ramos
Eduardo Ramos Escobedo (Mazatlán, 1949. november 8. – ) mexikói válogatott labdarúgó. 

## Pályafutása

### Klubcsapatban
1968 és 1977 között a Deportivo Toluca labdarúgója volt, melynek színeiben két bajnoki címet (1968, 1975) szerzett és 1968-ban megnyerte a CONCACAF-bajnokok kupáját. 1977 és 1981 között a CD Guadalajara csapatában játszott. 

### A válogatottban
1971 és 1978 között 37 alkalommal szerepelt az mexikói válogatottban. Tagja volt az 1977-ben CONCACAF-bajnokságot nyert válogatott keretének és részt vett az 1978-as világbajnokságon is.

## Sikerei, díjai
Toluca
- Mexikói bajnok (2): 1967–68, 1974–75
- CONCACAF-bajnokok kupája (1): 1968

Mexikó
- CONCACAF-bajnokság győztes (1): 1977